# Wasserkraftwerk La Grande-4
Das Wasserkraftwerk La Grande-4 (französisch Centrale La Grande-4 oder LG-4) ist ein Speicherkraftwerk in der kanadischen Provinz Québec. Es befindet sich in der Region Jamésie am Fluss La Grande Rivière.
Das Kraftwerk ist Teil des Baie-James-Wasserkraftprojekts, besitzt neun Francis-Turbinen und wird vom Stausee Réservoir La Grande 4 gespeist. Die installierte Leistung der Generatoren beträgt 2779 MW, die Fallhöhe 116,7 Meter. Betreiber des Kraftwerks ist die Société d’énergie de la Baie James, eine Tochtergesellschaft des staatlichen Energieversorgungsunternehmens Hydro-Québec. Die Kraftwerkanlage ist unterirdisch und befindet sich in einer 246 m langen, 31,6 m breiten und 47 m hohen Kaverne. 1978 begannen die Bauarbeiten, die Inbetriebnahme erfolgte etappenweise zwischen 1984 und 1986.
Eine fünf Kilometer lange Zufahrtsstraße, die nicht für Privatfahrzeuge zugänglich ist, führt in südlicher Richtung zur Fernstraße Route Transtaïga. Weitere fünf Kilometer entfernt liegt die Siedlung Keyano, die 1978 für die Bauarbeiter errichtet wurde und heute den Betriebs- und Wartungsangestellten dient.